# Ruth Ziesak
Ruth Ziesak (Hofheim am Taunus, 9 de febrero de 1963) es una soprano operística alemana.

## Carrera
Ruth Ziesak estudió en la Universidad de Música y Artes escénicas de Fráncfort, con Elsa Cavelti y Christoph Prégardien. Ha sido miembro del Teatro Municipal Heidelberg desde 1988 y del Deutsche Oper soy Rhein desde 1990.
Hace funciones de las óperas de Mozart, como Pamina en La Flauta Mágica (en el Salzburg Festival 1991 y grabado con Georg Solti), Servilia en La clemenza di Tito (grabado con Nikolaus Harnoncourt) o el Countess en Le nozze di Figaro en Glyndebourne y con la Ópera de Zúrich.
En concierto ha cantado y grabado con el proyecto de Ton Koopman para grabar los trabajos vocales completos de Johann Sebastian Bach con Coro de Orquesta Barroca de Ámsterdam. En 2011 actuó en el Liebesliederwalzer de Brahms y Spanische Liebeslieder op. 138 de Schumann con Anke Vondung, Werner Güra y Konrad Jarnot en el Rheingau Musik Festival en Schloss Johannisberg.
Como cantante de recitales en los festivales Kissinger Sommer y Heidelberger Frühling en colaboración con los pianistas Gerold Huber y András Schiff.
Trabaja también en facultad del Hochschule für Musik Saar.

## Discografía
- Joseph Haydn: Canzonetten, Gerold Huber, piano, Capriccio[3]